# Hermann Landshoff
Hermann Landshoff (* 2. März 1905 in München-Solln; † 1986 in New York) war ein deutsch-amerikanischer Fotograf und in der Frühphase auch als Grafiker und Karikaturist tätig. Ab den 1930er bis in die 1950er Jahre war Landshoff durch die Einführung dynamischer Kompositionen sowie spontaner Aufnahmen von Bewegungs- und Alltagssituationen wegweisend für die internationale Modefotografie und beeinflusste Fotografen wie Richard Avedon und Irving Penn.

## Leben und Werk

### Kindheit und Elternhaus in München (1905–1923)
Hermann Landshoff wurde als Sohn des international bekannten Musikwissenschaftlers, Bachforschers, Komponisten und Dirigenten Ludwig Landshoff und der Hofsängerin Philippine Landshoff (geb. Wiesengrund) in München-Solln geboren. Gemeinsam mit seiner älteren Schwester Ruth (geb. 1903) wuchs er in einem wohlhabenden und musisch geprägten jüdischen Elternhaus auf. In der neu erbauten Villa in der Kolonie Prinz-Ludwigs-Höhe in Solln (Pössenbacherstraße 5, damals Mendelssohnstraße 12) und ab 1923 im gutbürgerlichen Domizil in der Bauerstraße 2 in Schwabing gingen die Künstlerfreunde der Landshoffs ein und aus, darunter die Schriftstellerinnen und Schriftsteller Franziska zu Reventlow, Ricarda Huch und Christian Morgenstern, Mitglieder des Akademisch-Dramatischen Vereins, wie Thomas Mann und Max Reinhardt, Autoren des Verlages Samuel Fischer, einem Onkel von Hermann Landshoff oder die Herausgeber der Zeitschrift Der neue Merkur. Monatsschrift für geistiges Leben, Efraim Frisch und Wilhelm Hausenstein.

### Studium an der Kunstgewerbeschule München und Arbeit als Karikaturist in München (1923–1929)
Nach dem Abitur am Wilhelmsgymnasium München schrieb sich Landshoff 1923 an der Kunstgewerbeschule in München für die Fächer Schrift, Buchdruck, Buchausstattung und Gebrauchsgraphik ein. Prägend für Landshoffs Ausbildung als Typograf und Buchkünstler bis 1926 wurde sein Lehrer Fritz Helmuth Ehmcke, bei dessen Zeitschrift Der Kreis er mitarbeitete. In gestalterischer Hinsicht vertrat Landshoffs Lehrer eine für die Zeit konservative Position. In Abkehr von avantgardistischen Versuchen der Schriftgestaltung und deren Typisierung plädierte er für individuelle Drucktypen und eine historisch gewachsene Schriftkultur. Diese Gestaltungsmerkmale sind auch an Landshoffs Einbandgestaltungen für den Knorr & Hirth Verlag ab 1929 – wie z. B. jenem für Tim Kleins Roman Im Kampf der Zeit mit expressionistisch-bewegter Schrift – ablesbar.
Neben der Arbeit als Typograph war Landshoff nach dem Abschluss der Kunstgewerbeschule in München auch als freiberuflicher Illustrator und Karikaturist tätig. Bekannt wurde sein zeichnerisches Talent erstmals durch die Karikaturen im Simplicissimus, von denen vor allem die satirische Zeichnung „Marke Adolf“ Bekanntheit erlangte. Ab 1928 fertigte er regelmäßig Karikaturen berühmter Zeitgenossen für die Süddeutsche Sonntagspost an sowie Überschriften- und Inseratgestaltungen für diverse Zeitschriften des Knorr & Hirth-Verlages.
Sein zeichnerischer Stil Ende der 1920er Jahre lässt sich als reduziert und zugleich treffend-humorvoll bezeichnen. Landshoffs Virtuosität lag – neben der Fähigkeit zur Überzeichnung – dabei vor allem in der Schnelligkeit und Präzision bei der Erfassung der Charaktereigenschaften der Porträtierten.

### Frühzeit als Bildjournalist und Modefotograf in München und Paris (1929–1939)
Im Februar 1930 hatte Landshoff sein Debüt als Fotograf in der Münchner Telegramm-Zeitung und Sport-Telegraf mit Aufnahmen der Uraufführung von „Die Kreatur“ von Ferdinand Bruckner, nachdem 1929 nur noch sporadisch Zeichnungen von ihm in der Süddeutschen Sonntagspost erschienen waren. Bald folgten weitere Veröffentlichungen von Fotografien in der Süddeutschen Sonntagspost und in der Münchner Telegramm-Zeitung. Den Beginn seiner Arbeit als Fotograf beschrieb Landshoff rückblickend:

„Mit 24 Jahren habe ich mein erstes Photo gemacht. Bis heute wohne und schlafe ich seitdem in meiner Dunkelkammer. Als Photograph war ich von Anfang an Autodidakt.“

Die berufliche Neuorientierung und autodidaktische Annäherung an den Beruf des Fotografen war in den 1920er Jahren durchaus nicht ungewöhnlich, bot der Beruf des Fotoreporters, Werbe- oder Modefotografen mit der zunehmenden Verbreitung der illustrierten Massenpresse eine lukrative Zukunftsperspektive für Neueinsteiger. Im Juli 1930 erschien eine seiner ersten Fotoreportagen über Albert Einstein auf seinem Segelboot in Caputh bei Berlin. Fortan war Landshoff als Fotograf etabliert und veröffentlichte fast ausschließlich Photos in der Münchner Illustrierten Presse, Münchner Telegramm-Zeitung und Sport-Telegraf, sowie der Süddeutschen Sonntagspost.
Nach der Machtergreifung durch die Nationalsozialisten im Januar 1933, die im Zuge der Gleichschaltung der Medien und durch den Ausschluss aus der Reichsschriftkammer für viele jüdische Journalisten und Pressefotografen den sicheren finanziellen Ruin bedeutete, emigrierte Landshoff vom 8. auf den 9. Juli 1933 nach Paris, wo er im November 1935 den ersten Auftrag für die französische Vogue erhielt. Mit den Aufnahmen der Cembalistin Wanda Landowska und der Baronin Visconti – Mutter des Regisseurs Lucchino Visconti – entstanden in dieser Zeit erste Porträts in Frankreich und Italien.
Nachdem bei der französischen Vogue ab August 1936 die Aufträge ausgeblieben waren, arbeitete Landshoff ab dem Sommer 1938 bis Januar 1939 als Fotograf für die Pariser Modezeitschrift femina. Die Modeaufnahmen sowie die Porträts der Zeit zeugen von einer intensiven Zusammenarbeit Landshoffs mit den Modellen. Hatte er die Aufnahmen für die Vogue noch meist in expressionistischer Lichtregie im Studio inszeniert, fotografierte er für femina fast nur noch im Freien. Auf Pariser Plätzen, in Parkanlagen und an anderen öffentlichen Orten schuf Landshoff durch Untersicht oder diagonale Bildschnitte dynamische Kompositionen.
Die Fotografien der Pariser Zeit, die er meist mit einer Rolleiflex und Infrarotfilm aufnahm, sind darüber hinaus geprägt von einem wenig kontrastreichen, schwarzdunklen Tonbereich. Die eindrucksvollste Modestrecke gelang Landshoff im Pariser Zoo. Diese unkonventionellen Momentaufnahmen für die Vogue, für die auch die mit ihm befreundete Fotografin Regina Relang als Modell mitwirkte, ist bereits mit zwei Jahrzehnte später entstandenen Modeaufnahmen, wie Dovima mit Elephanten von Richard Avedon vergleichbar.

### Tätigkeit als Modefotograf in New York (1942–1960)
Mit Landshoffs Auswanderung nach New York sollte seine fotografische Tätigkeit im Bereich der Modefotografie keinesfalls zum Erliegen kommen, ganz im Gegenteil: in seiner neuen Heimat sollte Landshoff als Modefotograf äußerst erfolgreich für die Journale Harper’s Bazaar, Junior Bazaar, Mademoiselle und Mademoiselle College tätig sein. Knapp ein Jahr nach seiner Ankunft in New York, im Frühjahr 1942, wurde Landshoff für das einflussreichste Modejournal seiner Zeit Harper’s Bazaar als Porträt- und Modefotograf engagiert. Im April 1942 gab es bereits erste Veröffentlichungen seiner Aufnahmen und bis 1946 erschienen in nahezu jeder Ausgabe Modeaufnahmen von Landshoff.
Sein Erfolg als Modefotograf in diesen Jahren lag in seinem einzigartigen fotografischen Stil begründet, der vor allem auch von dem damaligen Art-Director von Harper’s Bazaar, Alexey Brodovitch, bewundert und gefördert wurde. Brodovitchs innovative Gestaltung hatte das Magazin seit seinem Engagement als Art-Director 1934 zur wichtigsten Adresse für junge unabhängige und experimentierfreudige Fotografie gemacht. Zahlreiche namhafte Fotografen, wie Erwin Blumenfeld oder Martin Munkácsi waren bereits für das Journal tätig gewesen – Fotografen, deren Arbeiten gewiss auch an Landshoff nicht spurenlos vorübergingen. Insbesondere die Schnappschuss-Ästhetik des ungarischen Fotografen Martin Munkácsi beeindruckte Landshoff sehr. Angeregt durch Brodovitch entwickelte Landshoff diese weiter, indem er sie mit einem Stilmittel seines wohlwollenden Förderers kombinierte: die Wiedergabe unscharfer Bewegungsabläufe. In den 1930er Jahren begleitete Brodovitch mit seiner Kamera die Ballets Russes von Sergej Diaghilev und schuf eine Serie experimenteller Bühnen- und Tanzfotografien, deren kennzeichnendes Stilmittel die silhouettenhafte Wiedergabe dynamischer Bewegungsabläufe war. Ebendieses Charakteristikum griff Landshoff in seinen Aufnahmen auf und verband es mit dem Momenthaften und der Vitalität des Ungarn.
Auf diese Weise schuf Landshoff im Stil der street photography spontane und lebensfrohe Modeaufnahmen, die ein optimistisches und modernes Frauenbild vermittelten, dem die Amerikanerin der Nachkriegszeit nacheiferte und mit dem sie sich identifizieren konnte. Diese scheinbar zufälligen, momenthaften Aufnahmen passten ebenso hervorragend zu dem Journal Junior Bazaar. Junior Bazaar wurde 1945 von Brodovitch und seiner Assistentin, der Fotografin Lillian Bassman als Schwestermagazin von Harper’s Bazaar gegründet und richtete sich vor allem an die junge Generation weiblicher Teenager. Nachdem diese Altersgruppe lange Zeit, insbesondere auch für Modejournale, nicht von Interesse war, zeigt sich in der Nachkriegszeit in dieser Hinsicht ein außerordentlicher Wandel. Immer mehr rückte der junge fröhliche Teenager in den Vordergrund – die Modeindustrie entdeckte eine vollkommen neue Zielgruppe. Landshoffs Aufnahmen für Junior Bazaar zeigen junge lebensfrohe College-Studentinnen auf dem Fahrrad, mit Rollschuhen oder bei anderweitigen Freizeit- oder Sportaktivitäten. Die Statik und Eleganz der Modefotografie der vorhergehenden Jahre war in diesen Aufnahmen gänzlich verschwunden.
1947 wechselte Landshoff zur Modezeitschrift Mademoiselle, die ebenso wie Vogue zum Condé Nast Verlag gehörte. Auch hier hatte Landshoff einen Förderer und Liebhaber seiner Aufnahmen gefunden: Bradbury Thompson, seit 1945 Art-Director des Modejournals. Neben seinen weiterhin jugendlich-frisch anhauchenden Modeaufnahmen, beschäftigte Landshoff sich zunehmend mit der Farbfotografie. Viele der Farbaufnahmen für Mademoiselle und Mademoiselle College – ähnlich wie Junior Bazaar ein Magazin, das sich vorwiegend an den Teenager, die College-Studentin und die junge berufstätige Frau richtete – entstanden während Auslandsreisen, die der Fotograf in den 1950er Jahren im Auftrag der Zeitschrift unternahm. Angesichts der zunehmenden Reiselust in den 50er Jahren haben diese traumhaften, exotischen Aufnahmen ganz und gar den Sehnsüchten der amerikanischen Leserschaft entsprochen. Insgesamt 700 Aufnahmen wurden von Landshoff bis zum Jahr 1960 in den beiden Journalen veröffentlicht und gewiss hat er mit seinen Aufnahmen nicht nur das Erscheinungsbild insbesondere von Mademoiselle College, sondern auch der ein oder anderen College-Studentin geprägt.

### Künstlerporträts in den USA
Die umfassende Serie an Künstlerporträts, die Landshoff in New York ab den 1940er Jahren fertigte, begann mit Aufnahmen der europäischen Exilanten, die die reiche Kulturszene New Yorks während und in der Folge des Zweiten Weltkrieges maßgeblich bestimmten. Er porträtierte beispielsweise Helene Thimig, die österreichische Schauspielerin und Ehefrau von Max Reinhardt, den Maler Julius W. Schülein aus München, den Berliner Künstler Eugen Spiro oder den österreichischen Illustrator und Grafiker Wilhelm Thöny. Sie waren allesamt als Juden aus Europa nach New York entkommen wie auch der Berliner Kunsthistoriker und Begründer des jüdischen Kulturbundes Max Osborn, den die Familie Landshoff noch aus Berlin und Paris näher kannte. Landshoffs Porträt von Osborn war in der Galerie Wildenstein aufgenommen worden, die eine wichtige Plattform für Landshoffs Aktivitäten war. Dort sind auch seine Porträts der Schauspieler Charles Laughton und Elsa Lanchester, Luther Adler und Beatrice Straight entstanden.
Außerdem stand der im New Yorker Exil lebende belarussische Bildhauer Ossip Zadkine mit der Wildenstein Gallery in enger Verbindung. Landshoff konnte Zadkine wiederholt in seinem New Yorker Studio aufsuchen und den Künstler bei der Arbeit inmitten seiner Plastiken porträtieren.
Hatte Landshoff noch 1940 mit Unverständnis und Ablehnung auf die Manifestationen und Erscheinungsformen der zeitgenössischen Malerei und Skulptur reagiert, so scheint sich sein negatives Urteil in New York gewandelt zu haben. Davon zeugen nicht zuletzt seine häufig veröffentlichten Aufnahmen der Surrealisten-Gruppe in der New Yorker Residenz von Peggy Guggenheim.
Neben den berühmten Gruppenbildnissen nahm Landshoff zahlreiche Porträts von Künstlern wie Frederick (Friedrich) Kiesler oder Jean Hélion auf, die sich im Umfeld der Galerie Art of This Century und Peggy Guggenheim bewegten. Die Aufnahmen repräsentieren ein einzigartiges Zeugnis einer künstlerischen Umbruchsituation in New York, die sich in die vorherrschenden Richtungen der Malerei des Abstrakten Expressionismus und später der Pop Art weiterentwickelte. Landshoff hat auf diese neuen Tendenzen innerhalb der bildenden Künste als Fotograf mit Neugier und Interesse reagiert, vergegenwärtigt man sich seine Aufnahmen des Ateliers von Ellsworth Kelly, die Porträts der Bildhauerinnen Chryssa, Louise Nevelson oder Eva Hesse.

### Fotografenporträts in den USA (1942–1961)
Landshoff war aber nicht nur ein anerkannter, stets auf Neuerungen bedachter Modefotograf. Außerdem verdanken wir Landshoff einen einzigartigen Zyklus von etwa 70 Fotografenporträts, die zwischen 1942 und 1961 u. a. in New York entstanden sind. Dieser Zyklus, darunter viele Kollegen von Harper’s Bazaar und Vogue, ist in der Geschichte der Fotografie einzigartig. Neben den berühmten wie etablierten Altmeistern Walker Evans, Paul Strand, Alfred Stieglitz, Ansel Adams, Berenice Abbott, Margaret Bourke-White oder Weegee sind auch die jungen, noch am Anfang ihrer Karriere stehenden Fotografen Robert Frank, Irving Penn und Richard Avedon von Landshoff in außergewöhnlichen Bildnissen porträtiert worden.
Das erste Bildnis aus der Serie zeigt die oben bereits erwähnte amerikanische Fotografin Berenice Abbott, die Landshoff anlässlich der Zusammenkunft der Surrealisten im Stadthaus von Peggy Guggenheim aufgenommen hat. Sie war Mitglied der Vereinigung The Photo League, mit deren politisch links orientierten Zielsetzungen und Ideen viele Fotografen der Zeit, unter ihnen Paul Strand, Weegee, Ansel Adams, Lisette Model, Ruth Orkin, Marion Palfí oder Edward Weston, mehr oder weniger offen sympathisierten.
The Photo League hatte sich in den 1930er Jahren in der Absicht formiert, in Zeiten der wirtschaftlichen Depression die amerikanischen Lebensverhältnisse der Arbeiterklasse in möglichst realistischen Bildern festzuhalten. Da eine wahrheitsgetreue, sprich authentische Dokumentation auch die Schattenseiten und sozialen Missstände innerhalb der Stadtgesellschaft sichtbar machte, handelten sich zahlreiche Mitglieder der Photo League in den Jahren der reaktionären McCarthy-Ära den Vorwurf von antiamerikanischen und kommunistischen Umtrieben ein. Bevor die Photo League gezwungen war, sich als Folge dieser Anschuldigungen endgültig aufzulösen, kam es 1948 zu einer eindrucksvollen Demonstration ihrer Anliegen in einer Ausstellung This is The Photo League, an der sich die Mitglieder mit Aufnahmen beteiligten. Im selben Jahr ist auch der weitaus größte Teil der Fotografenporträts von Landshoff entstanden. Ob er sich auf dem Höhepunkt der öffentlichen Einschüchterung der Photo League mit seinen Kollegen solidarisieren wollte, ist aufgrund fehlender Dokumente und Aussagen nicht zu eruieren.
Doch auch andere Absichten mögen Landshoff zu diesem Zyklus motiviert haben. Nicht minder auffällig ist der hohe Anteil jüdischer Fotografen unter den Porträtierten, die infolge der politischen und antisemitischen Verfolgung Europa verlassen mussten. Zu den Emigranten, die sich in New York eine neue Existenz aufbauen mussten, zählen Erwin Blumenfeld, Martin Munkácsi, André Kertész, Lisette Model, Roman Vishniac, Alfred Eisenstaedt, Fritz Goro oder der junge Andreas Feininger. Ohne Frage umfasst der Zyklus ausschließlich Fotografinnen und Fotografen, deren Arbeit Landshoff bewunderte oder zumindest schätzte.

### Wissenschaftlerporträts in Europa und den USA
Neben einer Vielzahl zeitgenössischer Künstler, Fotografen, Schauspieler und anderen kreativen Köpfen porträtierte Landshoff auch zahlreiche zeitgenössische Wissenschaftler – allen voran Albert Einstein. Bereits in der Vorkriegszeit bestand zwischen Landshoff und Einstein eine freundschaftliche Verbindung, die in Amerika wiederaufleben und sich intensivieren sollte. Insbesondere Einsteins neuer Wohnsitz in Princeton (New Jersey) scheint Landshoffs bevorzugter Aufnahmeort für die Porträts gewesen zu sein, die den sonst eher kamerascheuen Physiker in seiner häuslichen und vertrauten Umgebung, fernab jeglicher öffentlicher Inszenierungen, zeigen. Zwischen 1946 und 1950 wurde allein das Arbeitszimmer des Physikers Schauplatz mehrerer Aufnahmesitzungen, die schließlich in einem Portfolio mit 12 Porträtfotografien in der Auflage von sechs Exemplaren ihren Abschluss fanden. Unter den Bildern befand sich auch Landshoffs berühmtes Einstein-Porträt, das den Wissenschaftler in seitlicher Nahsicht erfasste und im Jahre 1979 anlässlich Einsteins hundertjährigem Geburtstag als Vorlage für eine amerikanische 15-Cent-Briefmarke diente.
Neben Albert Einstein pflegte Landshoff ebenso engen Kontakt zu dem Physiker Rolf Landshoff, der ein Verwandter Landshoffs war. Neben ebendiesen beiden porträtierte Landshoff insbesondere in den 1940er/50er Jahren zahlreiche Atomphysiker, nahezu allesamt jüdische Emigranten, die entweder auf deutschem oder amerikanischem Boden im Bereich der Atomphysik tätig waren. Zu nennen wären Robert Oppenheimer (1904–1967), Arno Brasch (1910–1963) oder Leó Szilárd (1898–1964) – Freunde und Kollegen von Einstein und Rolf Landshoff. Szilárd gehörte 1939 ebenso wie Einstein, alarmiert durch die atomaren Versuche von Otto Hahn und Fritz Straßmann in Berlin, zu den Initiatoren einer Petition an den amerikanischen Präsidenten Roosevelt, die Konstruktion einer Nuklearwaffe mit Nachdruck voranzutreiben.
Die Leitung dieser kriegsentscheidenden Initiative, die als das Manhattan-Projekt in Los Alamos (New Mexico) in die Geschichtsbücher einging, oblag dem ebenfalls deutschstämmigen jüdischen Atomwissenschaftler Robert Oppenheimer (1904–1967). Obgleich Oppenheimer die Entwicklung der ersten Atombombe forcierte, lehnte er wie Szilárd deren Einsatz in Hiroshima und Nagasaki entschieden ab. Seine kritische Haltung und sein Widerstand gegenüber der Weiterentwicklung einer Wasserstoffbombe brachte Oppenheimer in der McCarthy-Ära in große Bedrängnis und er verlor 1954 schließlich seine leitende Vertrauensstellung bei den Atomprogrammen der Regierung. Landshoffs Porträtserie ist in dieser Umbruchphase entstanden und zeigt den Wissenschaftler in der Umgebung seines Arbeitsplatzes, dem Institute for Advanced Studies in Princeton, als integere Persönlichkeit, die frei von technokratischen Zügen oder persönlicher Eitelkeit souverän vor der Kamera agiert. Darüber hinaus nahm Landshoff in den 1970er und Anfang der 1980er Jahre zahlreiche Porträts von Wissenschaftlern aus dem Institute for Advanced Study in Princeton (New Jersey) auf. Er hat darüber hinaus durch Entzifferung von Gödels Stenographieschrift maßgeblich zur Erschließung des Nachlasses von Kurt Gödel beigetragen, der in der Firestone Library der Universität Princeton liegt.
Landshoffs fotografisches Interesse galt jedoch auch Wissenschaftlern anderer Bereiche, so entstanden unter anderem auch Porträts der Archäologin Margarete Bieber und der Kinderpsychoanalytikerin Berta Bornstein (1896–1971).

## Bedeutung und Rezeption des fotografischen Werks

### Landshoffs Bedeutung für die (Mode-)Fotografie
Landshoff gehört zweifelsohne zu den letzten großen Unbekannten der Fotografiegeschichte des 20. Jahrhunderts, dessen Werk vor allem in Deutschland zu Unrecht weitestgehend in Vergessenheit geraten ist. Dies hängt mit der Tatsache zusammen, dass Landshoff zu Lebzeiten kein Promoter seines eigenen Werks war. In den einschlägigen Anthologien zur Mode- und Porträtfotografie wird sein Name zwar erwähnt, doch erst in der von Martin Harrison kuratierten Ausstellung Appearances – Modephotographie seit 1945 im Victoria and Albert Museum in London wurde Landshoffs Bedeutung als Erneuerer der Bildsprache in der Modefotografie nach 1945 anerkannt. Sein prägender Einfluss auf den jungen Fotografen Richard Avedon findet hier ausdrücklich Erwähnung. In anderen Anthologien zur Fotografie in Paris vor 1940 und zur amerikanischen Fotografie der Nachkriegszeit bleibt Landshoffs Werk wohl auch deshalb unerwähnt, da seine Arbeiten in öffentlichen Sammlungen kaum vertreten sind.

### Landshoffs Wiederentdeckung und die Schenkung des Nachlasses an das Münchner Stadtmuseum
Noch zu Lebzeiten hatte Landshoff sämtliche Dubletten, Dias und Negative vernichtet und eine verbindliche Auswahl seines Werkes getroffen. Diesen Vorlass bot Landshoff mehreren amerikanischen Museen als Schenkung an. Im Jahr 1975 fand sein Archiv zunächst im Neuberger Museum im Bundesstaat New York eine Bleibe und wurde – auf Betreiben von Nobles H. Lowe, einem langjährigen Freund und Nachlassverwalter von Hermann und Ursula Landshoff – 1995 an das New Yorker Fashion Institute of Technology (FIT) transferiert. Infolge einer konzeptionellen Umstrukturierung des FIT gelang es schließlich der Sammlung Fotografie des Münchner Stadtmuseums, den vollständigen fotografischen Nachlass Hermann Landshoffs nach Deutschland zu holen. Seit Ostern 2012 befinden sich 3600 Originalabzüge aus dem Zeitraum von 1927 bis 1970 sowie zahlreiche Zeitdokumente in der Sammlung. Das Konvolut an fotografischen Aufnahmen und historischen Dokumenten wurde dem Museum von einem Nachfahren der Familie, dem Verleger Andreas Landshoff als Schenkung zur wissenschaftlichen Erschließung überlassen.

### Retrospektive
In der Ausstellung Hermann Landshoff – Eine Retrospektive. Photographien 1930–1970 der Sammlung Fotografie des Münchner Stadtmuseums wurde 2013 das Archiv des Fotografen Landshoff erstmals in einer Auswahl von etwa 250 Aufnahmen vorgestellt.